# Іван Грозний (фільм)
«Іван Грозний» (рос. «Иван Грозный») — радянський художній історичний фільм-біографія про життя та діяльність князя Івана Грозного. Остання робота Сергія Ейзенштейна. Перша частина фільму вийшла 1945 року, а друга – 1958 року. Також збереглись фрагменти незавершеної третьої частини. Фільм чорно-білий, але під кінець присутні кольорові сцени.
В 1973 році костюм Івана Грозного, який використовувався в цьому фільмі, був також використаний у фільмі «Іван Васильович змінює професію».
Фільм був відреставрований 1987 року на кіностудії «Мосфільм».

## Цікаві факти
- Ідею про необхідність створення фільму про Івана Грозного собисто висловив Йосиф Сталін.
- Фільм вважається прикладом гомоеротизму радянського кінематографу.[1]

## В ролях
- Микола Черкасов — Іван Грозний
- Михайло Жаров — Малюта Скуратов
- Амвросій Бучма — Олексій Басманов
- Михайло Кузнецов — Федір Басманов
- Серафима Бірман — Єфросинія Старицька
- Павло Кадочников — Володимир Андрійович
- Олександр Мгебров — Пімен
- Андрій Абрикосов — Федір Количков (Пилип ІІ)
- Михайло Названов — Андрій Курбський
- Людмила Целіковська — Анастасія Романівна
- Володимир Балашов — Петро Волинець
- Владлен Давидов — опричник